# Крюгер, Вальтер (генерал СС)
Вальтер Крюгер (нем. Walter Krüger; 27 февраля 1890 — 22 мая 1945) — немецкий военачальник во Второй мировой войне, обергруппенфюрер СС и генерал войск СС, командующий корпусом. Кавалер Рыцарского креста с дубовыми листьями и мечами.

## Биография
Вальтер Крюгер родился 27 февраля 1890 года в семье офицера, старший брат Фридриха-Вильгельма Крюгера.
По окончании кадетского корпуса в Карлсруэ и Лихтерфельде 19 июня 1908 года получил звание лейтенанта.

### Первая мировая война
В Первую мировую войну дослужился до звания капитана, командовал батальоном. Награждён Рыцарским крестом королевского ордена Дома Гогенцоллернов с мечами, Железными крестами обеих степеней.

### Между войнами
В 1919 году воевал в составе добровольческого корпуса в Прибалтике.
С 1920 года занимался сельским хозяйством. В апреле 1935 года вступил в войска в распоряжении СС (SS-Verfügungstruppe), сразу получил звание оберштурмбаннфюрер. Преподавал в офицерской школе СС в Бад-Тёльце. С января 1939 года — штандартенфюрер. С августа 1939 — начальник штаба 4-й полицейской дивизии СС.
Участвовал в Чрезвычайной акции по умиротворению в Польше.

### Вторая мировая война
Участвовал во Французской кампании, получил планки к Железным крестам (повторное награждение). С октября 1940 года — на службе в штабе войск СС. В апреле 1941 года получил звание бригадефюрер СС и генерал-майор войск СС.
С 22 июня 1941 года участвовал в Великой Отечественной войне. С августа 1941 года — командир 4-й полицейской моторизованной дивизии СС, бои под Ленинградом. В декабре 1941 года награждён Рыцарским крестом, с января 1942 года — группенфюрер СС и генерал-лейтенант войск СС.
С марта 1943 года — командир 2-й моторизованной дивизии СС «Рейх», в июле 1943 бои на южном фасе Курской дуги (в том числе сражение под Прохоровкой). В августе 1943 награждён Дубовыми листьями (№ 286) к Рыцарскому кресту.
С октября 1943 года — командующий 4-м танковым корпусом СС. С марта по июль 1944 года — командующий войсками СС в рейхскомиссариате Остланд. С июня 1944 года — обергруппенфюрер СС и генерал войск СС.
С июля 1944 года — командующий 6-м корпусом СС в группе армий «Север», затем в Курляндском котле. В январе 1945 года награждён мечами (№ 120) к Рыцарскому кресту с дубовыми листьями.
После капитуляции Германии, 22 мая 1945 года обергруппенфюрер Крюгер и 300 его солдат строем, под знаменем 6-го армейского корпуса СС, из Курляндии пытались достичь Восточной Пруссии. Отряд был настигнут красноармейцами и принял бой. Во время боя Вальтер Крюгер застрелился.
Немецкие кинодокументалисты Вальтер Хайновский и Герхард Шойман сняли о генерале фильм «Товарищ Крюгер» (нем. Kamerad Krüger).

## Награды
- Железный крест (1914) 2-го и 1-го класса (Королевство Пруссия)
- Орден Церингенского льва рыцарский крест 2-го класса с мечами (12 марта 1915) (Великое герцогство Баден)
- Королевский орден Дома Гогенцоллернов рыцарский крест с мечами (24 июня 1918) (Королевство Пруссия)
- Нагрудный знак «За ранение» (1918) чёрный
- Почётный крест Первой мировой войны 1914/1918 с мечами (1934)
- Шеврон старого бойца (1934)
- Пряжка к Железному кресту 2-го класса (13 июня 1940)
- Пряжка к Железному кресту 1-го класса (22 июня 1940)
- Рыцарский крест железного креста с дубовыми листьями и мечами
  - рыцарский крест (13 декабря 1941)
  - дубовые листья (№ 286) (31 августа 1943)
  - мечи (№ 120) (11 января 1945)
- Кольцо «Мёртвая голова»
- Почётная шпага рейхсфюрера СС.